# Huawei Mate 9
Huawei Mate 9 — смартфон компанії Huawei серії Mate, який був представлений 3 листопада 2016 року в Мюнхені, одночасно з іншим смартфоном Mate 9 Porsche Design.

## Зовнішній вигляд
Корпус Huawei Mate 9 майже повністю металевий, на задній панелі подвійна камера з об'єктивом Leica і дактилоскопічний датчик. Смартфон отримав 5.9-дюймовий Full HD-екран зі склом 2.5D.
Випускається у 5 кольорах: сріблястий, сірий, золотистий, коричневий та білий.

## Апаратне забезпечення
Смартфон побудований на базі HiSilicon Kirin 960. Це 64-розрядна SoC (System-on-a-Chip) на 16 нм технічному процесі. Включає чотири ядра Cortex-A73 по 2,4 ГГц і чотири ядра Cortex-A53 по 1,8 ГГц. Графічний процесор Mali-G71 MP8. Об'єм внутрішньої пам'яті склав 64 Гб, оперативної — 4 ГБ із можливістю розширення коштом microSD карти до 256 ГБ.
Huawei Mate 9 отримав IPS-екран діагоналлю 5,9 дюймів з розділовою здатністю 1920x1080 пікселів. Щільність пікселів — 373 ppi.. Співвідношення сторін: 16:9. Захист: Corning Gorilla Glass 3.
Два модулі основної камери — 12 і 20 мп з об'єктивами Leica (діафрагма обох модулів f/2.2). Фронтальна камера — 8 мп, об'єктив f/1.8.
Незнімний акумулятор ємністю 4000 мАг із підтримкою фірмової технології Huawei SuperCharge для швидкісного заряджання адаптером на 5А.
Телефон заряджається через інтерфейс USB Type-C й може сам заряджати інші пристрої за допомогою перехідника OTG.

## Програмне забезпечення
Huawei Mate 9 працює на базі операційної системи Android 7.0 і графічної системи EMUI 5.0.
Передача даних: EDGE, GPRS, HSPA+, LTE Cat.9.
Інтерфейси: 802.11 a/b/g/n/ac, WiFi Direct, DLNA; Bluetooth 4.2 BLE.
Смартфон отримав такі сенсори: датчик наближення, датчик освітленості, цифровий компас, акселерометр, гіроскоп, датчик Холла, барометр, сканер відбитків пальців.
Смартфон не має FM-радіо, але має аудіороз'єм для навушників.